# Fredrik Otto von Unge
Fredrik Otto von Unge, född 17 januari 1766, död 9 maj 1832 i Säby, Västmanlands län, var en svensk sekundadjutant, målare och karikatyrtecknare.
Han var son till överstelöjtnanten Per Otto von Unge och Eva Gustafa von Stenhagen och gift första gången 1793 med Abrahamina Hülphers och andra gången från 1802 med Engel Margareta Schenström samt far till skriftställaren Otto Sebastian von Unge. Efter studier i Uppsala blev Unge kammarskrivare vid Kammarkollegium och därefter extra landskanslist i Umeå. Han var volontär vid Fortifikationen 1785 och utnämndes till sekundadjutant vid Västmanlands regemente. Han deltog i det finska kriget 1788–1789. Som konstnär har han efterlämnat några porträtt i akvarell. Han omnämns i Fredrik Boijes Målarelexikon som en god carrikatur tecknare.